# Stevan Pletikosić
Stevan Pletikosić (in serbo cirillico: Стеван Плетикосић; Kragujevac, 14 marzo 1972) è un ex tiratore a segno serbo. Sì è ritirato nel 2016.

## Palmarès

### Olimpiadi
- 1 medaglia:
  - 1 bronzo (Barcellona 1992 nel fucile 50 metri seduti[2])